# Szingapúr zászlaja
Szingapúr nemzeti lobogója két színből áll: a pirosból és a fehérből. A zászló felső felében a piros szín a testvériséget és az egyenlőséget szimbolizálja, míg a fehér színt a tisztaság és az erkölcsösség megjelenítésére használják.
A felső, piros sávban egy fehér félhold és öt szintén fehér csillag látható. Ezek története sok mindent elárul Szingapúr 20. századi eseményeiről. A kicsiny városállam lakosságának 80%-a ma is kínai. Márpedig a Maláj-félsziget csúcsán elhelyezkedő Szingapúrt északon a 15 millió muzulmán hívőnek otthont adó Malajzia határolja, míg délen 170 millió muszlim lakossal Indonézia található. Amikor a brit koronagyarmat a független államok sorába lépett, 1959-ben, a vallási és etnikai hovatartozás komoly feszültséget jelentett a két hatalmas szomszéddal szemben. A nemzeti lobogót egy bizottság tervezte meg, amelynek vezetője az akkori miniszterelnök-helyettes, dr. Toh Chin Chye volt. Ekkor került rá a nemzeti lobogóra a félhold, amely Szingapúr szolidaritását és békéjét akarta demonstrálni a szomszédok felé. Amikor a zászlót 1959. december 3-án hivatalosan is bemutatták, sokan nemtetszésüket fejezték ki a muzulmán jelkép miatt. A bizottság hiába állította, hogy a fehér félhold a feltörekvő, fejlődő nemzetet szimbolizálja. A mai nyugodtabb viszonyoknak hála, ma már nyílt titok, hogy a zászlón lévő félhold politikai okokból került a város nemzeti jelképei közé.
Az öt csillagról is ez a bizottság döntött. Kezdetben csak három csillagot akartak a zászlóra tenni, azonban a Maláj Kommunista Párt zászlaján is három fehér csillag volt látható. A hozzájuk való hasonlítgatást a szingapúri kormány el akarta kerülni, ezért még két csillaggal megtoldották a körbe rendeződő égi jelképeket. A csillagok az ország öt célkitűzését jelképezik: a demokráciát, a békét, a haladást, az igazságot és az egyenlőséget. A zászlót egyébként eredetileg tiszta piros háttérrel képzelték el, de mivel ez a szín hagyományosan kínai szín, módosítottak ezen is.
A városállamnak 1819-től kezdve egészen 1867-ig a brit lobogó, a Union Jack volt a zászlaja. Ekkor brit koronagyarmattá vált a szigetország, és új lobogót kapott. Ennek jobb felső sarkában a brit zászló volt. Középen kék háttérrel a város címere volt látható, amelyen akkoriban egy pálmafa előtt álló oroszlán volt. 1946-ban kapott ismét új lobogót. Ezen is ott volt a brit zászló, és a címer helyére egy fehér kör került, amelyet három vastag piros vonallal harmadoltak meg. A vonalak találkozásánál a brit korona képmása állt.

## Lásd még
– Az indonéz zászló

 – A monacói zászló

 – A lengyel zászló